# Rudolfo Franjin Magjer
Rudolfo Franjin Magjer (negdje: Rudolf) (Zemun, 28. rujna 1884. – Osijek, 1954.), bio je hrvatski književnik i pedagog iz grada Zemuna. Pisao je pjesme, pripovijetke, publicistiku, epigrame i aforizme.

## Životopis
Rudolfo Franjin Magjer rođen je 1884. godine u Zemunu. U Osijeku živi od najranije mladosti i tu završava Učiteljsku školu. Počeo je pisati još kao učenik u realnoj gimanziji a prve pjesme su mu objavljene u Bršljanu (1899.) i Pobratimu (1900.). Prvu zbirku pjesama Porivi objavio je 1905. godine, a 1907. godine objavljuje knjigu pripovijedne proze Zapisci sa sela. Godine 1906. sastavio je antologiju hrvatske omladinske književnosti U pjesmi i priči (Tisak i naklada knjižare i knjigotiskarne Ljudevita Szeklera, Osijek). Autori čija djela se nalaze u Antologiji: August Harambašić, Jagoda Truhelka, Rikard Katalinić Jeretov, Ivana Brlić-Mažuranić, Josip Eugen Tomić i drugi. U Šljivoševcima i Valpovu radi kao učitelj (1903. – 1909.) a potom u Osijeku kao učitelj (do 1920.) te školski nadzornik, pedagog, publicist i književnik. Od 1909. godine vodio je Klub hrvatskih književnika i umjetnika u Osijeku, kojeg se utemeljilo na prijedlog Miroljuba Ante Evetovića, 3. listopada 1909. godine. Klub je bio sličnih ciljeva kao Družba "Braća Hrvatskoga Zmaja", s time što je težište stavljeno na hrvatsku knjigu i hrvatski jezik. Godine 1913. Rudolfo Franjin Magjer pokreće u Osijeku dječji list Milodarke koji je izašao u svega pet brojeva.

## Djela
- Porivi, (Naklada Knjižare Radoslava Bačića. Tisak Prve hrvatske dioničke tiskare u Osieku, Osijek, 1905.)
- Slavice. Pjesmice i pripovijesti za hrvatsku mladež napisao: Rudolfo Franjin Magjer., (Tisak i naklada knjižare i knjigotiskare Ljudevita Szeklera, Osijek, 1905.)
- Zapisci sa sela, (1907.)
- Porivi: druga knjiga pjesama: Nove pjesme, pjesme, (Prva hrvatska dionička tiskara, Osijek, 1908.)
- Novi zvuci, pjesme, (Prva hrvatska dionička tiskara, Osijek, 1909.), (Novi zvuci: Treća knjiga pjesama Porivi, 2. popunjeno i ispravljeno izd., Komisionalna naklada Knjižara Rad. Bačića, Prva hrvatska dionička tiskara, Osijek, 1912.,[5] Novi zvuci: Treća knjiga pjesama Porivi, 3. popunjeno izd., Prva hrvatska dionička tiskara, Osijek, 1912.[5])
- Književne bilješke. Svezak I. Pribilježio Rudolfo Franjin Magjer, Prva hrvatska dionička tiskara, Osijek, 1912.)
- Slavice: kytice uvita z povidek baji bajek a ličeni, 1910.
- Bez ljubavi: pripovijest, (Rijeka, 1913.) (pod pseudonimom Spektator)[6]
- Sa slavonske ravni: škice i novele, (Osijek, 1913.)
- Dorfgeschichten: Novellen und Skizzen, (Wien, Leipzig, Zagreb, 1913.)
- Iz naših sela: tri pripovijesti iz života hrvatskog seljaka u Slavoniji, (Osijek, 1913.)
- Kolosijek i stranputine: zapisi sa sela iz života hrvatskoga seljaka u Slavoniji, (Koprivnica, bez god. izd.)
- U boju i vatri: pjesmarica hrvatskih junaka sa ratišta, (Križevci, bez god. izd.)
- Crveni križ i drugi zapisci sa sela uoči rata, (Osijek, 1915.)
- Rudolfo Franjin Magjer: Moj put., Komisionalna naklada knjižare Radoslava Bačića u Osijeku, Osijek, 1916.)
- Rudolfo Franjin Magjer: Erotika., (Tisak Hrvatskog štamparskog zavoda d.d. Podružnica Osijek, Osijek, 1918.)
- U spomen stogodišnjice rogjenja Petra Preradovića. Za Hrvatsko kazališno društvo, Klub hrvatskih književnika i Prosvjetu uredio R. F. Magjer. Čist utržak namijenjen je bosansko-hercegovačkoj siročadi., (Hrvatski štamparski zavod d.d. Podružnica u Osijeku, Osijek, 1918.)
- Rukovet epigrama, (Osijek, 1918.)
- Pučki učitelj kao kulturni radnik, (Hrv. štamparski zavod d.d., Podružnica u Osijeku, Osijek, 1919?)
- R.F. Magjer: Pjesme iz osame, (Tisak Antun Rott. Komisionalna naklada Hrvatskog štamparskog zavoda d. d. Podružnica u Osijeku, Osijek, 1922.)
- Hrvati u Srbiji. Opisao R.F. Magjer i V. Ivakić., (Tisak i naklada Antun Rott, Osijek, 1922.)
- Iz prošlosti i sadašnjosti, (St. Kugli, Zagreb, 1925.)
- Istina u priči. Iz "Zapisaka sa sela"- R.F. Magjera., (Tisak Srpske štamparije d.d., Osijek, 1928.)
- Kraljević Željoslav. Bajka R.F. Madera sa crtežima I. Roha., (Štampa Srpske štamparije d.d., 1928.)
- Iznad svijeta. Iz Zapisaka sa sela i Poriva, Bilježaka običnih i neobičnih te Aforizama. R.F. Magjer., (2. jubilarno izd. Kluba hrvatskih književnika i umjetnika u Osijeku. Uredio Ivan Zatluka. Tisak Srpske štamparije d.d., Osijek, 1929.)
- Zvono u vodi i drugi zapisci sa sela. R.F. Magjer., (Vlastita naklada. Osijek, Tisak Ferde Kittera, Osijek, 1931.)
- Miholjčice i Valpovčice: pripovijesti slavonskih sela , pripovijetke, (Jeronimska Knjižnica Zagreb, 1932.)
- Učiteljski i drugi epigrami. Spjevao Rudolfo Franjin Magjer, (Tiskara Lechner i Vuksan, Osijek, 1935.)
- 40-godišnjica rada hrvatskog fresko slikara Ive Volarića Šišulje u Baski., (Tiskano kao manuskript.) (Frankova tiskara, Osijek, 1937.)

### Posmrtno
- Škice i zapisci, Biblioteka: Slavonica, knjiga 94, priredila i pogovor napisala Helena Sablić, (Privlačica, Vinkovci, 1994.)

## Vanjske poveznice
- Književna baština R. F. Magjera
- [neaktivna poveznica] Još neka Magjerova djela